# NGC 1537
NGC 1537 è una Galassia ellittica nella costellazione di Eridano.
Si individua 2 gradi a NNW della stella Upsilon 4 Eridani; è visibile con un telescopio da 120mm di apertura come una chiazza di forma circolare allungata in senso est-ovest, priva di dettagli. Le sue dimensioni assolute sono inferiori di quelle della nostra galassia. Dista dalla Via Lattea 52 milioni di anni-luce.